# Marisa (futebolista)
Marisa Pires Nogueira ou apenas Marisa (Rio de Janeiro, 23 de junho de 1966) é uma ex-futebolista profissional brasileira que atuava como defensora.

## Carreira
Marisa  fez parte do elenco da Seleção Brasileira de Futebol Feminino, em Atlanta 1996, na primeira olimpíada do futebol feminino. 